# فينتشنزو برناردو
فينتشنزو برناردو (بالإنجليزية: Vincenzo Bernardo)‏ (22 مايو 1990 بموريستاون في الولايات المتحدة - ) هو لاعب كرة قدم أمريكي في مركز الوسط. شارك مع منتخب الولايات المتحدة تحت 17 سنة لكرة القدم ومنتخب الولايات المتحدة تحت 20 سنة لكرة القدم. أما مع النوادي، فقد لعب مع نادي نابولي وميامي يونايتد وMiami Fusion FC (2015–2017) ‏ وC.D. Guastatoya ‏ ونادي بان.

## وصلات خارجية
- فينتشنزو برناردو على موقع قاعدة بيانات كرة القدم.إي يو (الإنجليزية)